# Ardisia beccariana
Ardisia beccariana är en viveväxtart som beskrevs av Carl Christian Mez. Ardisia beccariana ingår i släktet Ardisia och familjen viveväxter. Utöver nominatformen finns också underarten A. b. glabrifolia.